# Матіас Гідесен
Матіас Гідесен (дан. Mathias Gydesen, 24 серпня 1988) — данський плавець.
Учасник Олімпійських Ігор 2012 року.